# Chu'unthor
Chu'unthor es, en el universo ficticio de Star Wars creado por George Lucas, una nave espacial ficticia que sirvió como academia Jedi en los tiempos de la República Galáctica antes del comienzo de Star Wars: Episodio I - La amenaza fantasma.

## Historia
Originalmente fue diseñada como una escuela de entrenamiento Jedi móvil. El Maestro Yoda encabezó la construcción de la nave, que entró en funcionamiento unos 400 años antes de lo narrado en La amenaza fantasma. Desde fuera, la Chu'unthor es larga, delgada y asimétrica. Su interior está repartido entre zonas de meditación, salas de entrenamiento, burbujas de observación y dormitorios. El resto lo ocupaban el puente de mando, la sección de motores, los muelles y una gran sala de reuniones.
La Chu'unthor se perdió cuando Yoda y otros maestros Jedi la usaron en un viaje al pequeño planeta llamado Dathomir. Las brujas habitantes del planeta, usaron La Fuerza para precipitarse a través de la atmósfera, hacia el planeta. Afortunadamente, los Jedi a bordo de la nave pudieron escapar del planeta usando las cápsulas de salvamento de ésta, después de que Yoda convenciera a las nativas de que les dejaran marchar. A cambio, Yoda entregó las cintas de grabación de la nave a una de las nativas diciéndole que posiblemente un hombre joven pudiera tener necesidad de recuperarlas en el futuro.
Los restos de la nave fueron encontrados muchos años más tarde, por el Maestro Jedi Luke Skywalker, cuando visitó el planeta (cuatro años después de los hechos acaecidos en El retorno del jedi). Consiguió contactar con la anciana nativa que custodiaba las cintas con los archivos de la nave Jedi. Con ese conocimiento se decidió a fundar la Academia Jedi en Yavin 4.